# MOS Technology VIC

Wyprowadzenia 40-pinowego układu VIC

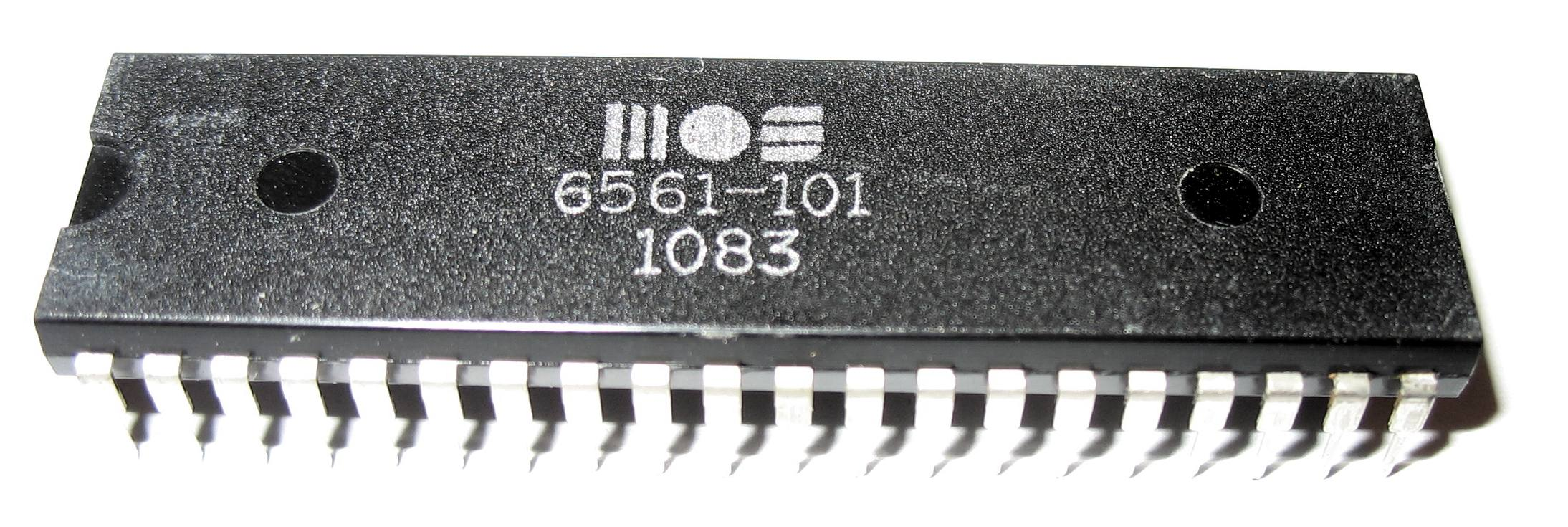
VIC (PAL-Version 6561)

MOS Technology VIC (skr. Video Interface Chip) – układ scalony odpowiedzialny za realizowanie funkcji dźwięku i obrazu w komputerze domowym Commodore VIC-20. Dokładne oznaczenia to MOS Technology 6560 (dla wersji NTSC) oraz 6561 (dla wersji PAL).
VIC zaprojektowany został w 1977 przez Ala Charpentiera jako niskobudżetowy układ do terminali CRT, automatów do gry oraz konsoli gier wideo. Początkowo firma Commodore miała problemy ze znalezieniem rynku zbytu dla tego komponentu. W 1979 MOS Technology rozpoczęło pracę nad komputerowymi chipami wideo oznaczonymi jako MOS 6564 i 6562, z których ten ostatni wykorzystany został w jednej z wersji modelu Commodore PET. Przed finalnym wprowadzeniem układu VIC do komputera VIC-20, projektant Robert Yannes zaadaptował do niego ulepszenia w generowaniu dźwięku i obrazu z chipów 6564 i 6562.
Do programowania i sterowania układem wykorzystywane było 16 rejestrów. Pamięć adresową stanowił obszar z przedziału $9000–$900F. Wbudowane przetworniki analogowo-cyfrowe umożliwiały obsługę kontrolera paddle oraz pióra świetlnego.

## Dane techniczne
- 16 KB pamięci adresowej dla ekranu, znaków oraz kolorów
- 16 kolorów
- 2 definiowalne wymiary znaków (8×8 lub 8×16 bitów)
- Maksymalna rozdzielczość wideo: 176x184 px (standardowo) lub 224x256 px (w systemie PAL)
- 4 kanały dźwięku (3 z przebiegiem kwadratowym, jeden z generatorem szumu białego)
- wbudowane DMA
- 2 8-bitowe przetworniki A/C

## Wersje
- MOS Technology 6560 NTSC
- MOS Technology 6561E PAL wersja ceramiczna, stosowana we wczesnych egzemplarzach VIC-20
- MOS Technology 6561-101 PAL